# Mentha canadensis
Mentha suaveolens (М'ята канадська) — вид губоцвітих рослин родини глухокропивових.

## Поширення, екологія
Поширений на півночі Північної Америки на південь до штатів Каліфорнія, Техас, Нью-Мексико (Канада, США). Вид антропогенний (населяє рукотворні або порушені місця проживання), луки і поля, береги річок та озер, боліт, водно-болотні поля (краї водно-болотних угідь).

## Морфологія
Висота рослини 30-60 см. Стебла квадратні, опушені. Листя прості. Листорозміщення: навпроти: є два листки на вузол уздовж стебла. Край листової пластинки має зуби. Квітка симетрична з 4 або 5 пелюстками. Квітковий колір пелюсток: від синього до фіолетового, від рожевого до червоного, білий. Квіти цвітуть з липня по серпень. Рослина живе більше двох років. Рослина має приємний запах.

## Використання
Цей вид є джерелом ефірних олій і широко використовується в фітотерапії, в тому числі корінних американців, які використовували рослину як загальнозміцнюючий засіб і для лікування різних станів.